# Lysandra semifowleri-margino
Lysandra semifowleri-margino är en fjärilsart som beskrevs av Bright och Leeds 1938. Lysandra semifowleri-margino ingår i släktet Lysandra och familjen juvelvingar. Inga underarter finns listade i Catalogue of Life.